# 반야월역
반야월역(Banyawol station, 半夜月驛)은 대한민국 대구광역시 동구 안심로에 있는 대구 도시철도 1호선의 역이다.

## 특징
이 역은 대구선 반야월역과는 이름만 같을 뿐 전혀 관계없다. 그 당시에 舊 대구선 반야월역이 반야월시장 근처에 위치하고 있으나, 현재 신서동의 대구선 반야월공원으로 이전되었다. 반야월역은 현재 반야월 역사 작은도서관으로 새롭게 변모하였고, 각산역 인근의 신서그린빌 아파트 인근에 있다. 지하철 반야월역은 동구 동호동 동호지구 공영차고지/천연가스 충전소 근처 반야월네거리에 있다. 지하철 반야월역이 위치한 동구 동호동은 대구 도시철도 3호선 차량기지가 들어선 북구 동호동(학정동 근처)과는 다른 곳이다. 시내버스 종점 등과 연계되어 있으나, 동호지구 아파트 단지는 동호동공영차고지를 가로질러야 나오기 때문에 이용 빈도는 썩 많지 않은 편이다. 현재 1, 2, 4번 출구에 에스컬레이터가 설치되어 있다.

## 역명의 유래
반야월(半夜月)은 신라 말기, 후백제의 견훤과 맞붙었던 공산 전투에서 패전해, 신숭겸 등의 부하들을 잃고 도망치던 고려의 왕건에게 한밤중 하늘에 떠 있던 반달이 도주로를 비춰줬다고 해서 유래되었다. 행정구역상으로는 반야월이 사용되지 않으나, 율하동, 신기동, 안심동, 신서동 등의 지역을 모두 통틀어 반야월이라 불리고 있다.

## 역사
- 1998년 5월 2일 : 대구 도시철도 1호선 개통과 함께 영업 개시
- 2017년 4월 9일 : 스크린도어 설치

## 역 구조
2면 2선의 상대식 승강장이 있는 지하 역이며, 승강장 벽면 색상은 보라색이다. 스크린도어가 설치되어 있다.

### 승강장
| 신기 ↑ |
| \| 상  |
| ↓ 각산 |

| 상행 | ● 대구 도시철도 1호선 | 반월당·중앙로·설화명곡 방면 |
| 하행 | ● 대구 도시철도 1호선 | 각산·안심·하양 방면         |

- 승강장 번호는 없다.
- 대합실을 통해, 반대편 승강장으로 이동이 가능하다.

## 근처
| 나가는 곳 | 방면 |
| --------- | --- |
| 1         | 안심중학교 반야월초등학교 동구의료복지센터 서호동 안심3·4동 행정복지센터 대구종합사회복지관 영광빌라 무산유치원 진병원 |
| 2         | 경산방면 안심교 |
| 3         | 대구가톨릭대학교 부설유치원                                                                                            |
| 4         | 동호동 대구동부고등학교 대구안심우체국 금잔디아파트 황제빌라 대구동부경찰서                                            |

## 회량 변동
이용률이 크게 감소하면서 1호선의 역들 중 두 번째로 승객이 적어졌으나, 2016년에 다시금 이용객이 늘었다.
| 노선  | 승차 인원 | 승차 인원 | 승차 인원 | 승차 인원 | 승차 인원 | 승차 인원 | 승차 인원 | 승차 인원 | 승차 인원 | 승차 인원 | 주석  |
| 노선  | 1997년    | 1998년    | 1999년    | 2000년    | 2001년    | 2002년    | 2003년    | 2004년    | 2005년    | 2006년    | 주석  |
| ----- | --------- | --------- | --------- | --------- | --------- | --------- | --------- | --------- | --------- | --------- | ----- |
| 1호선 | 미개통    | 1,661     | 2,480     | 미공개    | 2,448     | 2,526     | 1,367     | 2,397     | 2,351     | 2,606     | [ 1 ] |
| 노선  | 2007년    | 2008년    | 2009년    | 2010년    | 2011년    | 2012년    | 2013년    | 2014년    | 2015년    | 2016년    |       |
| 1호선 | 2,590     | 2,797     | 2,602     | 2,582     | 2,685     | 2,530     | 2,193     | 2,192     | 2,273     | 2,508     | [ 1 ] |
| 노선  | 2017년    | 2018년    | 2019년    | 2020년    | 2021년    |           |           |           |           |           |       |
| 1호선 |           |           |           |           |           |           |           |           |           |           |       |

## 인접한 역
| 대구 도시철도 1호선    | 대구 도시철도 1호선   | 대구 도시철도 1호선 |
| ---------------------- | --------------------- | ------------------- |
| 143 신기 설화명곡 방면 | ● 대구 도시철도 1호선 | 145 각산 하양 방면  |